# Mercedes-Benz GLB
Mercedes-Benz GLB – samochód osobowy typu crossover klasy średniej produkowany pod niemiecką marką Mercedes-Benz od 2019 roku.

## Historia i opis modelu

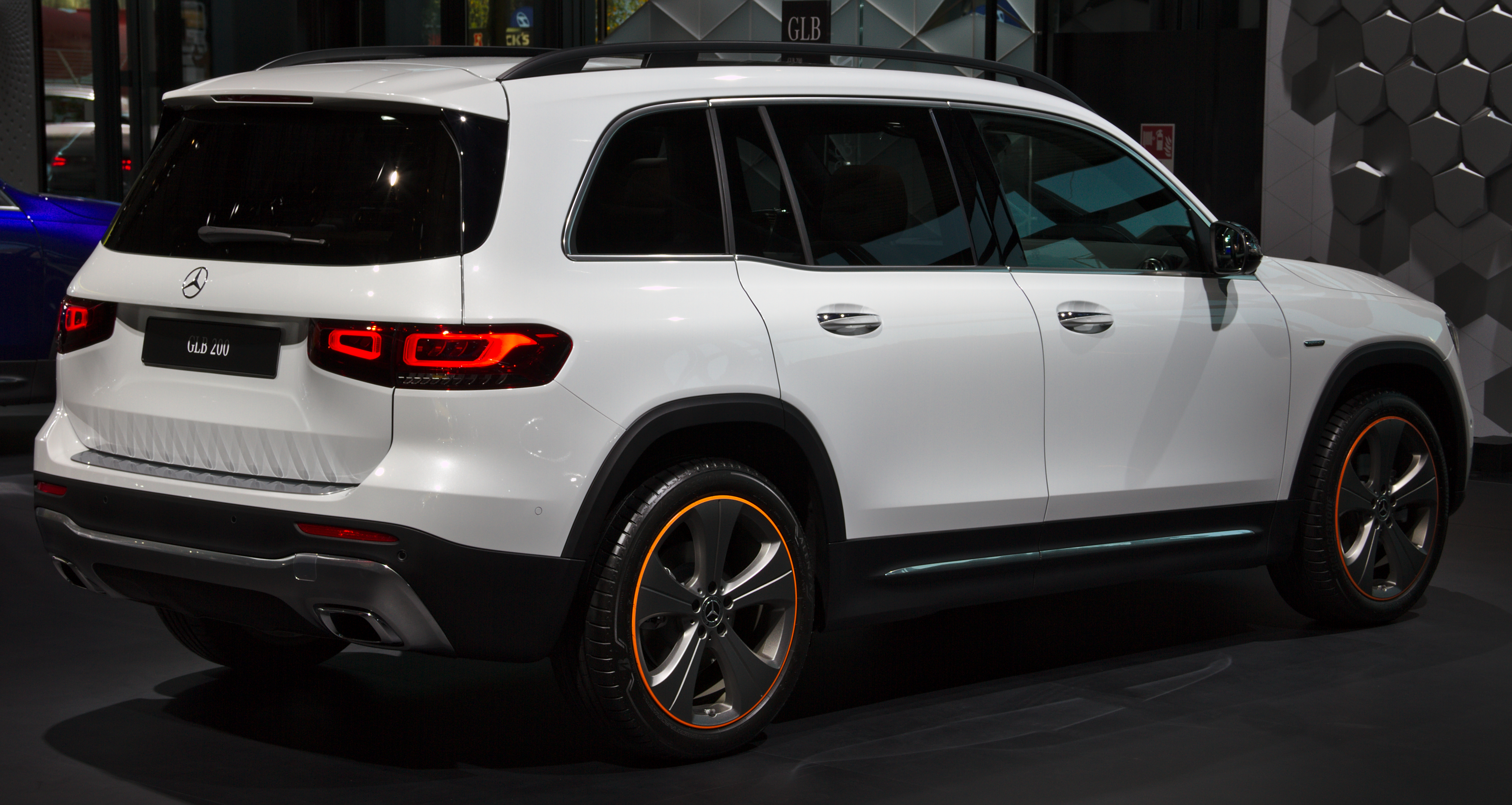
Mercedes-Benz GLB - tył

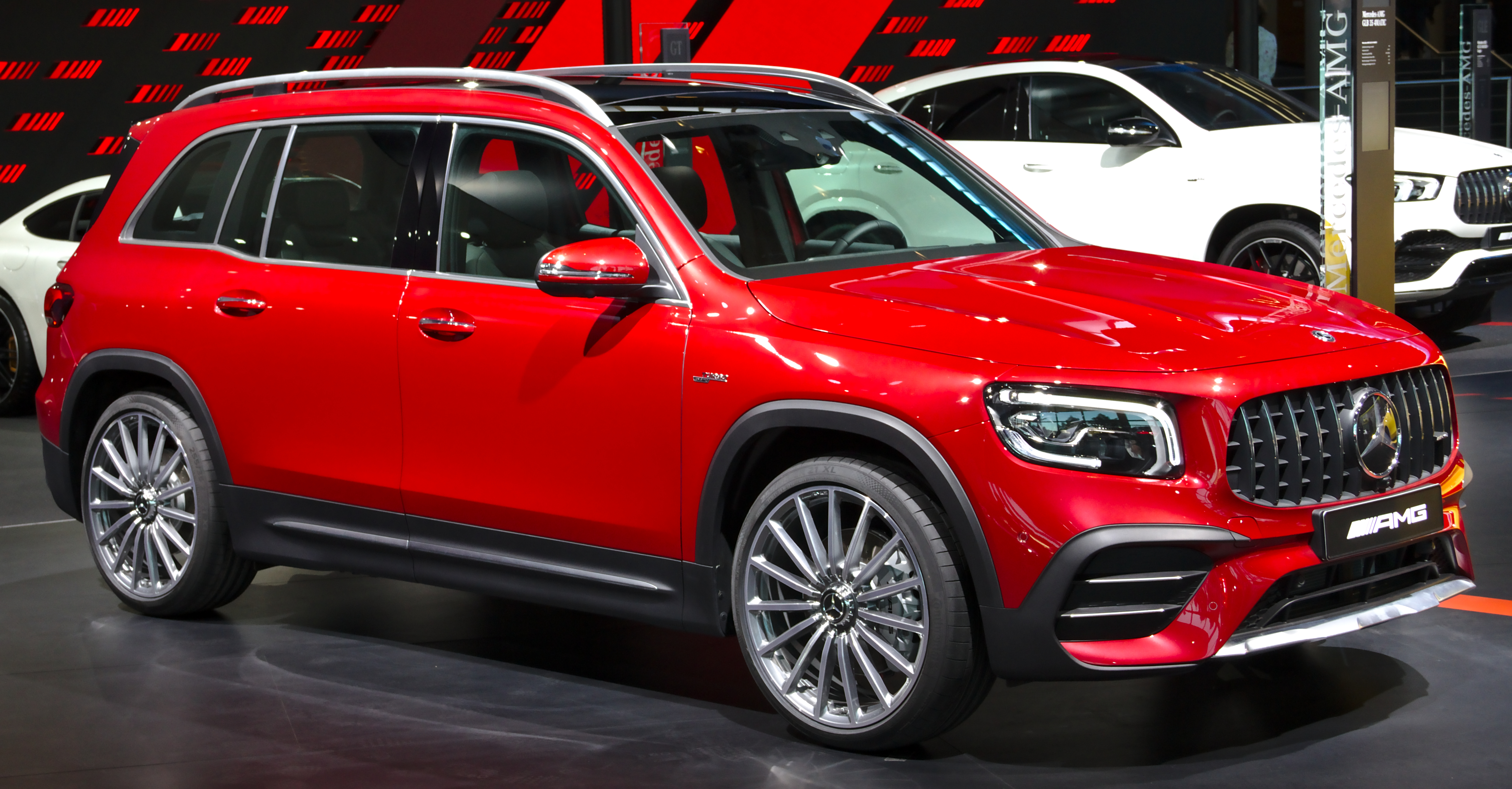
Mercedes-AMG GLB 35

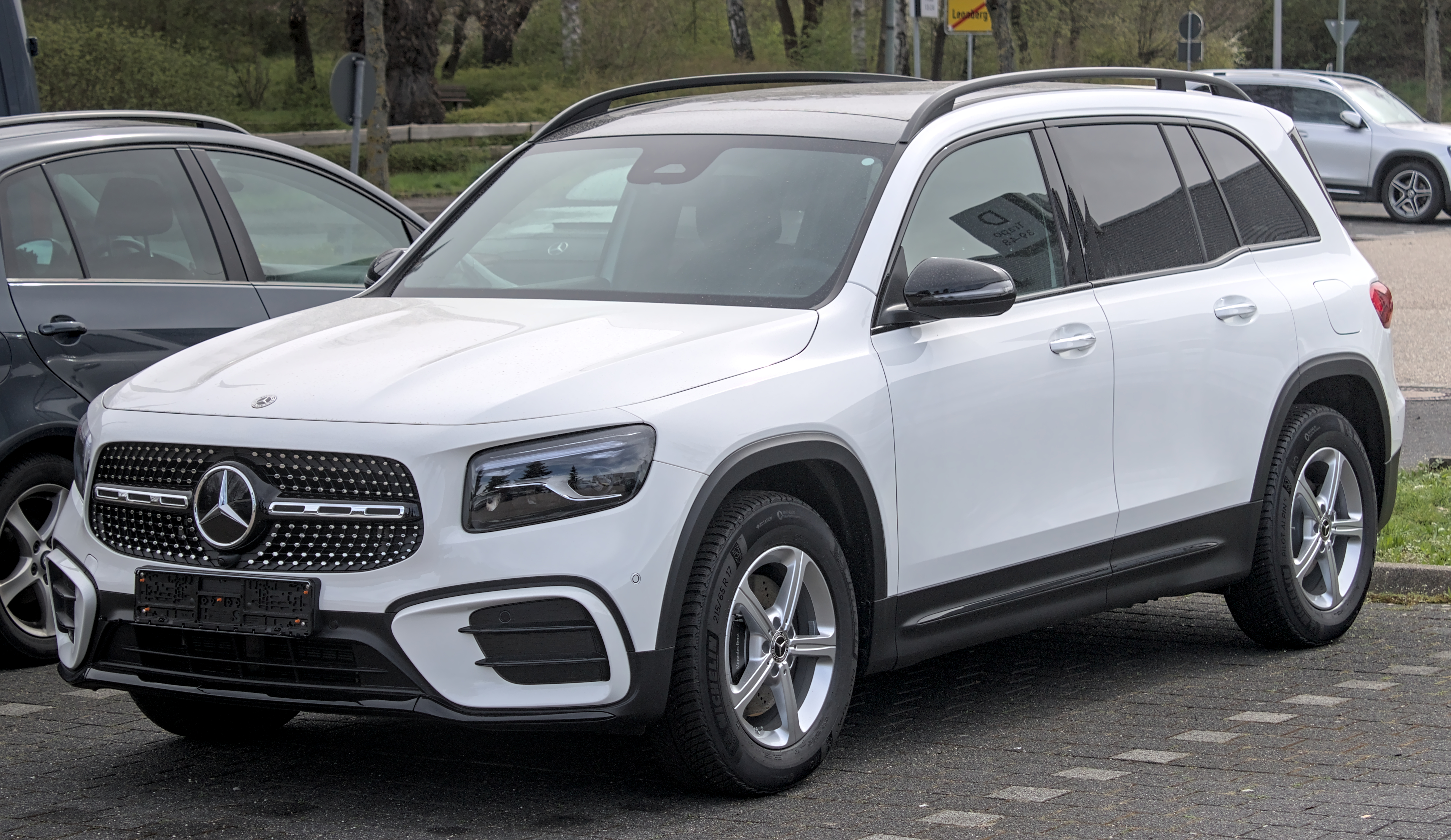
Mercedes-Benz GLB (X247) po liftingu

GLB oznaczony kodem fabrycznym X247 to drugi podwyższany pojazd klasy średniej w ofercie Mercedesa. Uzupełnił on lukę pomiędzy nieznacznie większym i bliższym charakterowi SUV-a modelem GLC a kompaktowym crossoverem GLA. Światowa premiera tego nietypowego w skali rynku samochodu odbyła się oficjalnie we wrześniu 2019 roku na Frankfurt Auto Show.
Samochód utrzymano w stylistyce nawiązującej do innych modeli marki, ale i wzbogaconej oryginalnymi akcentami. Charakterystycznymi elementami jest kanciaste, pudełkowate nadwozie i podłużne tylne lampy. Kabina pasażerska została opracowana pod kątem maksymalizacji przestronności, przez co GLB oferuje wyraźnie większy bagażnik w porównaniu do GLC (560 litrów), a także umożliwia podróż dla nawet 7 pasażerów. Kokpit zapożyczono z kompaktowej rodziny nowych modeli Mercedesa, które zbudowano na platformie Klasy A.

### Lifting
W marcu 2023 roku samochód przeszedł delikatny lifting.  Przeprojektowany przedni zderzak z wizualną osłoną podwozia wskazał na terenowe geny. Wrażenie to podkreśla atrapa chłodnicy SUV-a z czterema poziomymi żaluzjami i centralną gwiazdą. Atletyczny kształt ramion ze spójnie wymodelowaną grafiką boczną tworzy interesującą grę światła i cienia oraz wizualnie zaakcentowany tył. Nowe, uderzające, w pełni diodowe reflektory i tylne światła poprawiają wygląd, a gama opcji została teraz rozszerzona o cztery dodatkowe wzory kół i nowy lakier Spectral Blue Metallic. W podstawowym wyposażeniu nowy GLB jest wyposażony w 17-calowe obręcze kół ze stopów lekkich z pięcioma podwójnymi ramionami w kolorze czarnym na wysoki połysk z toczonymi na wysoki połysk powierzchniami. Jednak GLB można również skonfigurować z kołami od 18 do 20 cali.

### Silniki
Mercedes-Benz GLB oferowany jest zarówno z jednostkami benzynowymi, jak i wysokoprężnymi, poczynając od 1,33-litrowego silnika konstrukcji Renault. Samochód dostępny jest jedynie z automatyczną, ośmio- lub siedmiobiegową przekładnią DCT. Sprzedaż GLB rozpoczęła się w Polsce we wrześniu 2019 roku, a pierwsze egzemplarze trafią do klientów w grudniu.